# Christianes
Christianes fue un grupo musical chileno de rock y pop, formado en 1989, en Santiago. Fue conocido por su primer sencillo, «Mírame solo una vez», el cual logró gran difusión radial, en 1995. Sin embargo, diversos problemas internos y el demandante trabajo que Cristián Heyne tuvo con su banda paralela, Shogún, hicieron que finalmente el grupo se disolviese, en 1997.

## Miembros
- Cristián Heyne - bajo (1989-1997)
- Christian Arenas - guitarras, voces (1989-1997)
- Juan Carlos Oyarzún - guitarras, voces (1990-1992)
- Evelyn Fuentes - voces (1992-1997)

## Discografía
Álbumes de estudio
- Ultrasol (1995)